# 코파 데 라 리가
코파 데 라 리가(스페인어: Copa de la Liga, 리그컵)는 1982년에 설립된 스페인의 프로축구의 리그컵 축구 대회이다.
시간 제약과 대회의 포화 등을 이유로 팀들로부터 압력을 받아 네 번의 대회를 끝으로 1986년에 폐지되었다. 이 대회를 우승하면서 독특한 컵 2관왕을 달성한 사례가 있다: 바르셀로나는 1983년에 코파 델 레이도 우승하였고, 레알 마드리드는 UEFA컵도 우승하였다. 4번의 결승전 모두, 2차전을 안방에서 치른 쪽이 승리했다.

## 우승 클럽
| 시즌 | 1차전 안방 구단     | 결과 (합계) | 2차전 안방 구단 | 1차전 | 2차전    |
| ---- | ------------------- | ----------- | --------------- | ----- | -------- |
| 1983 | 레알 마드리드       | 3-4         | 바르셀로나      | 2-2   | 1-2      |
| 1984 | 아틀레티코 마드리드 | 0-3         | 바야돌리드      | 0-0   | 0-3 (연) |
| 1985 | 아틀레티코 마드리드 | 3-4         | 레알 마드리드   | 3-2   | 0-2      |
| 1986 | 베티스              | 1-2         | 바르셀로나      | 1-0   | 0-2      |